# Прайор, Мэдди
Мэдди Прайор (англ. Maddy Prior) — британская певица и автор песен, наибольшую известность получившая в фолк-рок-группе Steeleye Span, основной вокалисткой которой она остаётся по сей день. Прайор — одна из самых авторитетных фигур в современной британской музыкальной культуре — известна также как собирательница фольклора и радиоведущая. В 2000 году за заслуги перед британской культурой Мэдди Прайор была награждена Орденом Британской империи (MBE).

## Биография
Мэдди Прайор родилась 14 августа 1947 года в Блэкпуле в семье писателя и сценариста Аллана Прайора, а детские годы провела в Сент-Олбансе. Заинтересовавшись народной музыкой (и источник её обнаружив в Cecil Sharpe House), она познакомилась с Юэном Макколлом, фактическим лидером британского фолк-возрождения.
Свою первую известность на фолк-сцене Прайор приобрела в дуэте с певцом и гитаристом Тимом Хартом. Выпустив два альбома, они в конце 60-х годов вместе с Эшли Хатчинсом (из Fairport Convention) и супружеским дуэтом Гей и Терри Вудс образовали Steeleye Span — группу, творческим кредо которой стало соединение народной музыки с рок-инструментовками. Впоследствии по этому пути пошли многие, но Steeley Span были первыми, кто ввел традиционный фолк в век электроники, а народные песни — из сельских клубов в национальные чарты..
Харт и Прайор составляли неизменное ядро Steeley Span до тех пор, пока в 1980 году Тим не покинул состав на шесть лет. В эти годы Мэдди активно работала в сторонних проектах: выпустила два альбома в дуэте The Silly Sisters с Джун Тэйбор, записывалась соло — с такими мастерами, как Тим Карти, Ник Джонс, Дэнни Томпсон и Джон Киркпатрик. В то время как Steeleye Span продолжали интерпретировать в новом ключе народые песни, Прайор в сольные альбомы все чаще включала и авторские композиции.
Одной из самых интересных её работ критика признала альбом 1987 года A Tapestry of Carols, записанный совместно с The Carnival Band. Союз возник по чистой случайности, но продолжается (с перерывами) более двадцати лет, превратившись в разновидность «бродячего» мультимедийного хэппенинга, возникающего, как правило, в преддверии рождественских праздников. Их легендарные новогодние туры, ставшие в свою очередь новой национальной традицией, документированы в концертном альбоме Carols At Christmas (1998).
В 1997 году произошло возрождение Steeleye Span (теперь вновь с Гей Вудс): группа выпустила Time, который критика сочла лучшим альбомом группы за последние двадцать лет. Последовали два больших британских турне, в ходе второго из которых Мэдди Прайор объявила о решении покинуть состав, и тут же выпустила сольный альбом Flesh & Blood, в котором наряду с собственными песнями представила и версии народных песен. Здесь впервые она выступила в новом и очень удачном, по мнению критики, творческом союзе с клавишником Ником Холландом и мультиинструменталистом Троем Донокли (англ. Troy Donockley).
Трио провело успешные гастроли по США, Европе и Великобритании, после чего выпустило второй (и 35-й в карьере Прайор) альбом Ravenchild (1999), вновь посвящённый истории и мифологии — двум темам, которым певица всегда отдавала предпочтение. В последовавшем турне наряду с Ником и Треом приняли участие Рик Кемп и Питер Найт (Steeleye Span), Стив Бэнкс (The Carnival Band), Джун Тэйбор и Роуз Кемп (дочь Мэдди и Рика). Записи, сделанные на этих концертах, вошли в альбом (и DVD) Ballads and Candles. Последний альбом трио, Gold Frankincense and Myrrh — также рождественское произведение, но отчасти экспериментальное: это новая версия известной истории о Трех волхвах, выполненная с использованием элементов ближневосточных музыкальных традиций.
В 2000 году Мэдди Прайор за выдающийся вклад в развитие британской музыкальной культуры получила Орден Британской империи (MBE). Её следующий — и самый амбициозный — альбом, Arthur The King (цикл песен по мотивам легенд о Короле Артуре) был выполнен в сверхсовременном музыкальном ключе, с использованием элементов хард-рока и электронного эмбиента. Следующий, Lionhearts, был посвящён истории Алиеноры Аквитанской, матери Ричарда Львиное Сердце и короля Иоанна, а также жены Людовика VII и Генриха II.
Затем возник проект Maddy Prior & the Girls, с дочерью Роуз и певицей Эбби Лэйт (Abbie Lathe). Трио выпустило, в основном, акустический, выстроенный на вокальных аранжировках альбом Bib & Tuck, за которым последовали ещё два успешных тура. После ухода Роуз Кемп, решившей заняться сольной карьерой, её заменила Клаудия Гибсон: новый состав выпустил альбом Under the Covers, сборник композиций современных авторов, выполненный а-капелла.
В 2002 Мэдди удивила всех вновь, объявив о решении возглавить реюнион Steeleye Span: результатом его явился альбом Present: the Very Best of Steeleye Span, содержание которого сформировали сами поклонники коллектива, голосовавшие за любимые песни в Интернете. За аншлаговым рождественским турне 2002 года последовали праздничные (посвящённые 35-летию группы) концерты в Австралии и Великобритании, в ходе которых Steeleye Span выступили хедлайнерами Международного фестиваля в Сидмуте (Sidmouth International Festival). Выпустив с группой ещё три альбома (They Called Her Babylon, Winter и Bloody Men), в октябре 2006 года Мэдди Прайор вышла на гастроли вновь с Ником и Троем, представив программу, основанную на песнях артуровского цикла.

## Дискография

### Сольные альбомы
- Woman in the Wings (1978) — с Jethro Tull
- Changing Winds (1978)
- Happy Families (1981)
- Hooked on Winning (1982)
- Going for Glory (1983)
- Year (1993)
- Memento (best of) (1995)
- Flesh and Blood (1997)
- Ravenchild (1999)
- Ballads and Candles (2000)
- Arthur the King (2001)
- Bib and Tuck (2002) — 'Maddy Prior And The Girls' с Эбби Лэйт и Роуз Кемп
- Lionhearts (2003)
- Under the Covers (2005) — 'Maddy + Girls' (Эбби Лэйт и Клаудия Гибсон)
- Paradise Found (2007)
- The Quest (2007) (CD + DVD)

### Сборники
- Collections 1995 - 2005 (2005)

### Тим Харт и Мэдди Прайор
- Folk Songs of Olde England vol 1 (1968)
- Folk Songs of Olde England vol 2 (1968)
- Summer Solstice (1971)

### Мэдди Прайор и Джун Тэйбор
- Silly Sisters (1976)
- No More To The Dance (1988)

### Мэдди Прайор, Джон Киркпатрик и Сидней Картер
- Lovely in the Dances (1981)

### Maddy Prior &The Carnival Band
- A Tapestry of Carols (1986)
- Sing Lustily And With Good Courage (1990)
- Carols and Capers (1991)
- Hang Up Sorrow and Care (1995)
- Carols at Christmas (1996)
- Gold Frankincense and Myrrh (2001)
- An Evening of Carols and Capers (2006)
- Paradise Found (2007)
- Ringing the Changes (2007)

### Синглы
- «Rollercoaster»/ «I Told You So» (1978)
- «Baggy Pants»/«Woman in the Wings» (1978)
- «Just the Two of Us»/«Acappella Stella» (1979)
- «Wake up England»/ «Paradise» (1980)
- «The King»/ «Ringing Down the Years» (1980)
- «To Face»/ «Half Listening» (1982)
- «Deep in the Darkest Night»/ «Western Movies» (1983)
- «Stookie»/ «Incidental Music From Stookie» (1985)
- «Happy Families»/ «Who’s Sorry Now?» (1990)
- «I Saw Three Ships»/ «Quem Pastores»/ «Monsieur Charpentier’s Christmas Swing» (1991)
- «I Saw Three Ships (Dance Doctor’s Christmas Re-Mix)»/ «The Boar’s Head»/ «Poor Little Jesus» (1992)
- 12. «All Around My Hat» (1996)
- 13. «Forgiveness» (2000)
- 14. «Gaudete»/ «Greenwood Side»/ «Gaudete» (extended mix) (2001)
- 15. «Stuff» (2007)

### DVDs
- Ballads and Candles (2004)
- An Evening of Carols and Capers (2005)
- Looking For a Grail Legend (2007) (documentary)